# Inés Ayala
Inés Ayala Sender (Zaragoza, 28 de marzo de 1957-25 de julio de 2024) fue una filóloga y política española, miembro del Parlamento Europeo durante las V, VI y VII legislaturas por el Partido Socialista Obrero Español, que formó parte del Partido de los Socialistas Europeos. Se desempeñó además como concejala del Ayuntamiento de Zaragoza entre 2019 y 2023.

## Trayectoria
Ayala fue experta nacional en la Dirección General de Medio Ambiente de la Comisión Europea de 1995 a 1997. Entre 1997 y 2004, trabajó como asesora política del Grupo PSE para varias comisiones y delegaciones del Parlamento Europeo, incluida la Comisión de Transportes y Turismo.
Ayala fue elegida diputada al Parlamento Europeo en las elecciones europeas de 2004. Durante su mandato en el Parlamento, ha formado parte de la Comisión de Control Presupuestario y de la Comisión de Transportes y Turismo. En la Comisión de Control Presupuestario fue coordinadora de la Alianza Progresista de Socialistas y Demócratas. En 2007 formó parte de la Delegación del Parlamento para las Relaciones con los Países de América Central. Entre 2005 y 2009 fue miembro de la Comisión de Peticiones.
En la Comisión de Control Presupuestario, Ayala fue coordinadora de su grupo parlamentario desde 2014 hasta 2019. También fue miembro del Grupo de Apoyo a la Democracia y Coordinación Electoral (DEG), que supervisa las misiones de observación electoral del Parlamento.
Además de sus tareas en comisiones, Ayala fue miembro del Intergrupo del Parlamento Europeo sobre Integridad (Transparencia, Lucha contra la Corrupción y la Delincuencia Organizada).